# William A. Blakley
William Arvis Blakley, né le 17 novembre 1898 dans le comté de Saline (Missouri) et mort le 5 janvier 1976 à Dallas, est un homme politique américain.

## Biographie
William Blakley naît à Miami Station dans le Missouri alors que ses parents voyagent vers le territoire indien (futur Oklahoma). La famille finit par s'installer à Arapaho. Blakley sert dans la United States Army durant la Première Guerre mondiale.
Même s'il ne fait qu'un semestre à l'université de l'Oklahoma, Blakley continue d'étudier et devient certified public accountant. Il obtient le barreau en 1933 et commence à exercer la profession d'avocat à Dallas au Texas. Investissant ses économies dans le pétrole, des terres et des entreprises, il devient millionnaire.
En 1957, il est nommé sénateur des États-Unis pour le Texas par le gouverneur Allan Shivers, après la démission de Price Daniel. Il siège du 15 janvier au 28 avril et choisit de ne pas se présenter à l'élection visant à pallier la vacance du siège. Le démocrate Ralph Yarborough est élu pour lui succéder. L'année suivante, il se présente face à Yarborough mais perd la primaire démocrate.
Lorsque Lyndon B. Johnson est élu vice-président des États-Unis, Blakley est nommé pour le remplacer au Sénat, du 3 janvier au 14 juin 1961. Candidat pour terminer le mandat de Johnson, il arrive en deuxième position de l'élection partielle, derrière le républicain John Tower. Il devance de peu le représentant Jim Wright, considéré comme le favori de l'élection avant que les syndicats ne lui préfèrent Maury Maverick (en). Au second tour, il est battu par Tower qui réunit 448 217 voix contre 437 874 pour Blakley (50,6 % contre 49,4 %),. Aidé par son score dans les grandes villes, Tower devient le premier sénateur républicain du Texas depuis la Reconstruction. Une partie de l'électorat démocrate a préféré porter ses suffrages sur Tower pour battre Blakley, un démocrate conservateur, et réorienter le parti plus à gauche.